# ペンスキー・PC24
ペンスキー・PC24（Penske PC-24）は、ペンスキーがCART用に開発・設計されたオープンホイールレースカーである。1995年にマールボロ・チーム・ペンスキーとホーガン・ペンスキー・レーシングで使用された。設計者はナイジェル・ベネット。
全17戦中5勝を挙げ、アル・アンサーJr.が4勝、エマーソン・フィッティパルディが1勝を挙げた。しかし、1995年のインディ500では予選落ちを喫し、アンサーJr.とフィッティパルディは高速オーバルコースでのペースを見つけるのに苦労したという。エンジンはイルモア設計・開発の2.65 L (162 cu in)、800 hp (600 kW)のメルセデス・ベンツ IC108を搭載していた。